# Датч
«Датч» (англ. Dutch) — кинофильм 1991 года, поставленный Питером Файманом по сценарию Джона Хьюза.

## Сюжет
Датч («Голландец») Дули должен привезти двенадцатилетнего сына своей подруги домой из школы-интерната, где тот учится. Однако ситуация осложняется тем, что тот хотел бы провести каникулы не с матерью, а с отцом — богатым дельцом в Нью-Йорке. Датч же кажется ему грубым и неотёсанным типом. Из-за этого у попутчиков постоянно возникают конфликты, в результате чего они постепенно теряют машину и все наличные деньги. Во время непростой дороги домой возникает множество забавных и не очень ситуаций, но заканчивается всё хорошо, а отношения сына с матерью и Датчем налаживаются.

## Критика
Кинокритик Роджер Эберт поставил фильму низкую оценку, потому что актёрские работы «стали действовать на нервы уже через некоторое время после начала просмотра», а сценарист Джон Хьюз лишь повторил в «Датче» сюжетные находки и «формулы», которые он выработал в своих предыдущих фильмах, например, в комедии «Самолётом, поездом и автомобилем». Аналогичного мнения о том, что «Джон Хьюз повторно работает с ранее уже использованными формулами», придерживается и обозреватель AllMovie Пол Бреннер.